# Голицын, Андрей Михайлович (1792)
Князь Андрей Михайлович Голицын (6 января 1792 — 18 мая 1863) — русский военный и государственный деятель; генерал от инфантерии; тульский губернатор (1840—1846), белорусский генерал-губернатор (1846—1853). Внук А. П. Шувалова.

## Биография
Старший из трёх сыновей тайного советника князя Михаила Андреевича Голицына (1765—1812) и графини Прасковьи Андреевны Шуваловой  (1767—1828), известной красавицы екатерининской эпохи, поэтессы и прозаика. Ветвь Голицыных — Михайловичей, к которой принадлежал Андрей Михайлович, вела своё происхождение от знаменитого сподвижника Петра I фельдмаршала М. М. Голицына.
Родился 6 января 1792 года. Детство и юность провел во Франции и Италии, где подолгу жила семья Голицыных. Первоначальное образование получил в Политехнической школе в Париже. В военную службу вступил 27 января 1812 года. Участвовал в войнах с Наполеоном и заграничных походах русской армии в 1813—1815 годах: был в сражении под Малоярославцем (1812), в сражении под Моцером (1813); был участником штурма Реймса в 1814 году, с ключами от которого был послан к Александру I; в 1815 году находился при начальнике Главного штаба в Париже.
С декабря 1823 года флигель-адъютант императора Александр I, позже Николая I. В декабре 1825 года был послан императором к графу Лебцельтерну с требованием выдачи декабриста С. П. Трубецкого, который укрывался в доме графа.
В 1826 году был назначен обер-квартирмейстером гвардейского корпуса; с 25 июня 1829 года — генерал-майор; с 16 апреля 1841 года — генерал-лейтенант; с 1856 года — генерал от инфантерии. Принимал участие в подавлении польского восстания 1830—1831 годов. За выслугу лет получил 1 декабря 1838 года орден Св. Георгия 4-й степени (№ 5675). В 1840—1846 годах — тульский военный губернатор, в 1846—1853 годах — генерал-губернатор витебский, могилевский и смоленский, с 1854 года — сенатор. Во время Крымской войны возглавил тульское ополчение.
Голицын был знаком с А. С. Пушкиным, с которым познакомился в период своей службы на Кавказе, когда поэт совершал путешествие в Арзрум. Вместе с братьями увлекался литературой. Особенно известен был его младший брат Эммануил Голицын, писавший на французском языке, много сделавший для популяризации русской культуры во Франции, член Русского, Французского и Английского географического общества.
Скончался от водяной 18 мая 1863 года в Париже; был похоронен в Сергиевской пустыни, под Петербургом.

## Награды
Был отмечен многими наградами:
Российской империи:
- Орден Святого Владимира 4-й степени с бантом (1813)
- Орден Святой Анны 1-й степени (18 октября 1831[4]); императорская корона к ордену (26 марта 1844)
- Польский знак отличия за военное достоинство 2-й степени (1831)
- Знак отличия за XX лет беспорочной службы (1837)
- Орден Святого Георгия 4-го степени за 25 лет беспорочной службы в офицерских чинах (1838)
- Орден Белого орла (6 декабря 1847[4])
- Орден Святого Владимира 2-й степени (15 апреля 1850[5])
- Знак отличия за XL лет беспорочной службы (1854)
- Орден Святого Александра Невского (1862)[6]

Иностранных государств:
- Орден «Pour le Mérite» (1814) (Пруссия)
- Орден Красного орла 2-й степени (1835) (Пруссия)
- Орден Меча командорский крест (KSO1kl) (1840) (Швеция)
- Орден Меча командорский крест со звездой (KmstkSO) (1841) (Швеция)

## Семья

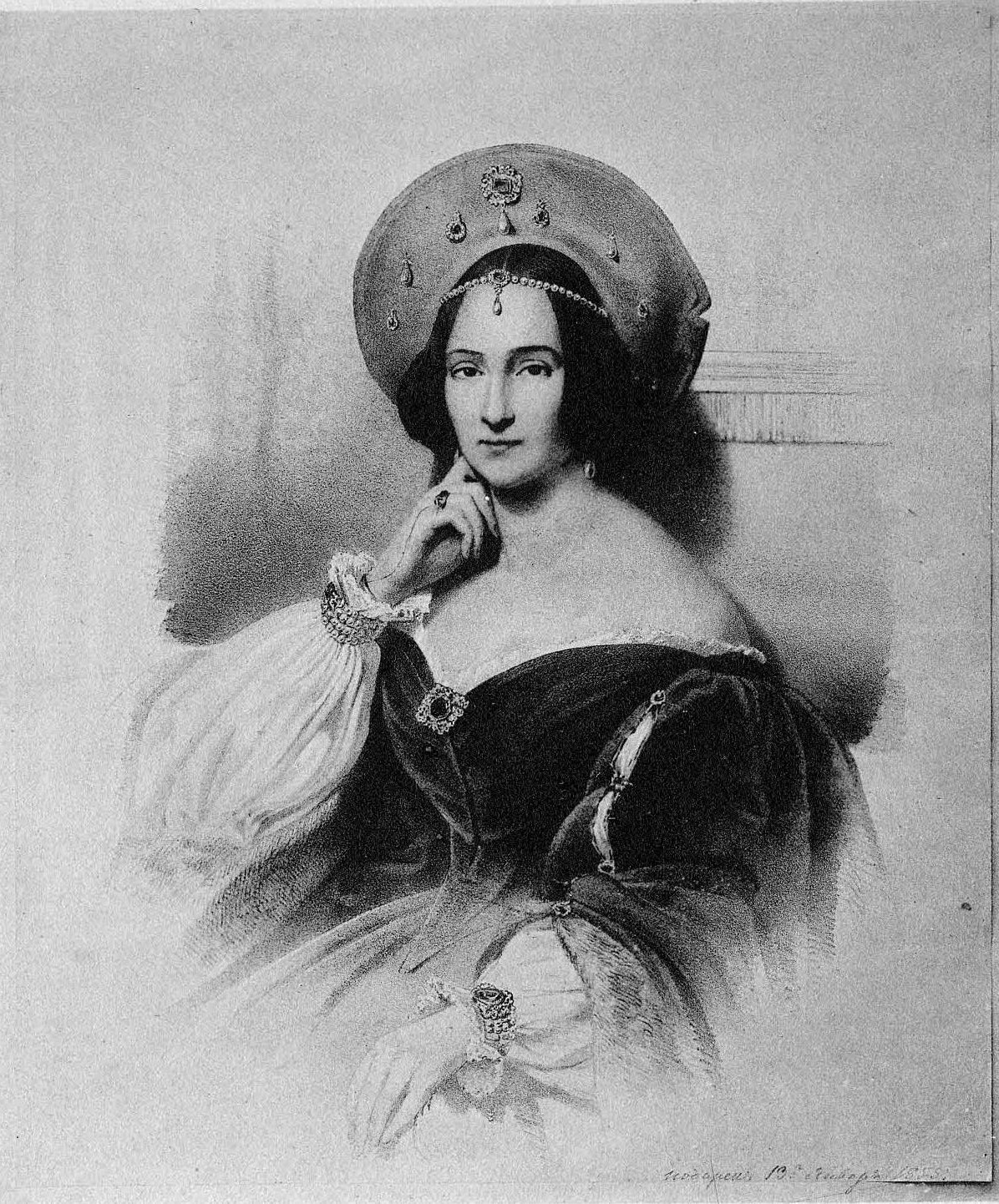
Софья Петровна Голицына

Жена (с 12 ноября 1824) — Софья Петровна Балк-Полева (1805—10.02.1888), фрейлина двора и кавалерственная дама ордена Св. Екатерины меньшего креста, поэтесса, дочь последнего представителя рода камергера и дипломата П. Ф. Балк-Полева. Венчались в Петербурге в церкви Инженерного замка. По словам современницы, княгиня Голицына «была красивая женщина с итальянским типом лица, но не особенно одухотворенным выражением».
За пристрастие к ярким цветам и некоторой торжественности в обращении имела в свете прозвище «Багряница»; а за любовь к домашним спектаклям, загородным пикникам и светским раутам её называли «Премудрость свет-Петровна». Ей писали стихи Языков и П. И. Шаликов. В период губернаторства мужа активно занималась благотворительностью, открыла несколько детских приютов в Туле и Смоленске. Накопив из доходов капитал, пожертвовала его на учреждении в Париже роскошного приюта-богадельни. После смерти мужа Софья Петровна в 1873 году сошлась с бельгийским графом Эдуардом Беннингер-Эрцевиля (ум.1886). Умерла в Париже от деменции, была похоронена в России. В браке имела четырёх детей:
- Прасковья Андреевна (22.09.1825[10]—13.07.1829), крещена 22 ноября 1825 года в церкви Инженерного замка при восприемстве князя Я. И. Лобанова-Ростовского и бабушки В. Н. Балк-Полевой.
- Варвара Андреевна (30.01.1827—15.12.1827[11]), крещена 1 марта 1827 года в церкви Инженерного замка при восприемстве Николая I и М. Я. Салтыковой, похоронена в Сергиевой пустыни.
- Ольга Андреевна (10.07.1828—1.09.1829)
- Николай Андреевич (01.08.1834[12]—19.05.1871), родился в  Париже; крещён 23 сентября 1834 года при восприемстве Николая I, вместо которого у купели присутствовал граф К. О. Поццо ди Борго; выпускник Пажеского корпуса, корнет Кавалергардского полка, в 1857 году был переведён в Нижегородский драгунский полк. После выхода в отставку в чине штабс-капитана, состоял при российской миссии в Риме. С 1869 года был женат на певице-любительнице Софье Ивановне Зотовой, ур. Беленицыной (1834—18..), старшей сестре Л. И. Кармалиной; разведённой супруги генерала от инфантерии П. Д. 3отова, вышедший третьим браком замуж за Орлова. Брак был бездетный[13].